# Herman Rasschaert
Herman Rasschaert (Kampen, 13 september 1922 - Gerda, India, 24 maart 1964) was een Nederlands-Vlaamse missionaris van de orde der Jezuïeten.

## Levensloop
Zijn vader, Juliaan Rasschaert uit Wetteren, was activist tijdens de Eerste Wereldoorlog en was in 1918 naar Nederland gevlucht. In 1921 trouwde hij met Cecilia Goossens en, na de geboorte van Herman, woonden ze in Roosendaal. Rond 1930 verhuisden zij (terug) naar Wetteren. Juliaan werd aangeworven door een Vlaams-nationalistische ziekenkas in Aalst en er werd naar het nabije Erembodegem verhuisd. 
Herman volbracht zijn humaniora aan het Sint-Jozefscollege in Aalst en in 1940 leidde hij het dertigtal klasgenoten dat naar Frankrijk fietste vanwege de orders om bij het leger aan te sluiten. Ze waren weldra weer thuis.
In 1941 trad Rasschaert in bij de jezuïetenorde. Na de twee jaar noviciaat, verbleef hij van 1943 tot 1945 in het India-junioraat in La Pairelle en studeerde er Sanskriet, Indische geschiedenis, cultuur en religie. In 1944 werd zijn vader, opnieuw wegens collaboratie, opgepakt en gestraft. Herman Rasschaert had tegen die tijd zijn Vlaams-nationalistische ideeën ingeruild voor missioneringsgedachten gericht op India, waar hij in 1947 naar toe trok. Hij begon met er in Sitagarha Hindi aan te leren. In de Ranchimissie was hij werkzaam in verschillende arme dorpen en werd in 1953 tot priester gewijd.
In 1964 brak een gewelddadige opstand los van hindoes tegen moslimminderheden. Het ging vooral om weerwraak voor een bloedbad dat was aangericht in Pakistan tegen hindoes.
In Gerda, een moslimdorp bij Kutungia, verschansten moslims zich in een moskee en werden er belegerd door een massa hindoes. Rasschaert fietste naar Gerda en ondernam een poging om de gefanatiseerde menigte tot bedaren te brengen. Hij werd echter zelf ter plekke gestenigd en doodgeslagen.
Toen hij herdacht werd verklaarde Indira Gandhi: Zijn leven is voor ons een bron van inspiratie en een voedsel om kracht te vinden. Zijn zelfverloochening is voor ons een bron van grote schaamte, maar ook van grote eer.
Een high school in Kutungia is naar hem genoemd.

## Shaheed Herman Rasschaert Vrienden
De vereniging Shaheed Herman Rasschaert Vrienden zet zich in om het werk van Herman Rasschaert verder te zetten. Haar doel is om financiële en logistieke ondersteuning te bieden aan de Adhivasibevolking van de streek rond Kutungia en Gerda in de deelstaat Jharkhand, provincie Ranchi, bisdom Simdega (India), voor de realisatie van projecten rond educatie en algemene gezondheid.